# Le Big Bang
Pour les articles homonymes, voir Big Bang (homonymie).
Pour plus de détails, voir Fiche technique et Distribution.
Le Big Bang est un long métrage d'animation franco-belge réalisé par Picha, et sorti en 1987.

## Synopsis
La Troisième Guerre mondiale vient d'anéantir la plus grande partie de la planète. Russes et Américains sont apparemment les seuls survivants, contraints de se regrouper sur le même continent, l'USSSR. Mais un autre petit territoire a échappé au cataclysme. Uniquement peuplé de femmes, il se nomme Vaginia. Les deux univers s'affrontent bientôt avec férocité. Dieu tente alors de mettre fin à cette lutte sans merci en confiant la mission à Fred, un éboueur du ciel.

## Fiche technique
- Réalisation : Picha
- Scénario : Picha et Tony Hendra
- Créateur de personnages : Picha
- Musique : Roy Budd
- Montage : Nicole Garnier-Knippel
- Production : Boris Szulzinger
- Sociétés de production : Stout Studio, Zwanz, Comedia
- Animateurs : José Abel, Alan Ball, Arthur Butten, Patrick Cohen, Guy Faisien, Bjørn Frank Jensen, Bob Maxfield, Vivian Miessen, Claude Monfort, Børge Ring, Jan Sanctorum, Nic Broca, Lawrence Moorcroft, Yvon Perru, Kaj Pendal et Bruno Wouters
- Décorateurs : Claude Lambert, Jean Lemense, Jean-Jacques Maquaire, Michel Pisson, Gabor Szittya et Christophe Vallaux
- Format : Couleur - 35 mm
- Langue : anglais, français

## Voix anglaises originales
Dialogues : Picha et Tony Hendra
Direction de plateau : Tony Hendra
- David L. Lander : Fred
- Marshall Efron : le Camarade en Chef
- Alice Playten : Una
- Carole Androsky : Liberty
- Joanna Rush : Trixie
- Marvin Silbersher : le conseiller
- Jerry Bledsoe, Josh Daniel, Bob Kaliban, George Osterhan, Ray Owens, Deborah Taylor, Ron Vernan, Roberta Wallach : Voix additionnelles

## Voix française
Version française réalisée par : PM Productions
Dialogues : Guy Lionel
Direction de plateau : Jean Droze
Montage : Maurice Martin
Son : Pierre Daventure
- Luis Rego : Fred
- Georges Aminel : le Camarade en Chef, président de l'univers, narrateur
- Perrette Pradier : Una
- Régine Teyssot : Liberty
- Paule Emmanuelle : Trixie
- William Sabatier : un Général de l'USSSR
- Michel Elias : un Général de l'USSSR, Dieu, Tête d'Os
- Roger Carel : un Général de l'USSSR, voix radio, commentateur du match de foot
- Martine Meiraghe : une Générale de Vaginia
- Céline Monsarrat : un Générale de Vaginia
- Arlette Thomas : une Générale de Vaginia
- Michel Modo : le conseiller
- Richard Darbois : Conan le Barbare
- Henri Djanik : Dark Vador
- Marie-Brigitte Andrei, Luc Bernard, Igor de Savitch, Danièle Dinant, Marcel Guido, Pauline Larrieu, Philippe Peythieu, Jean-Claude Robbe et Jacques Seyel : Voix additionnelles

## Autour du film
- Après Tarzoon, la honte de la jungle et Le Chaînon manquant, il s'agit du troisième long métrage de Picha, qui retrouve ici son humour ravageur, son goût de la provocation et du non-sens.
- Le cinéaste présente lui-même son film comme « le point final d'une trilogie, un mélange des préoccupations présentes dans les deux autres films... un peu plus lié à l'actualité de l'époque aussi ... plus excessif. Le Big Bang est un film sur la guerre, toutes les guerres, y compris celles que vous trouvez au sein de la famille ou du couple »[1].
- Une partie de la critique se montra réservée et le film fut un demi-échec commercial. Vingt ans s'écouleront avant la sortie d'un nouveau long métrage, Blanche-Neige, la suite.

## Bande originale
- Chanson conduite par Roy Budd par le RTL Symphonic Orchestra et produite par Lou Depryck et Sylvain Van Holmen
- Ladies Workout chantée par Noma, composé par Delroy et Sylvain Van Holmen, lyriques de Tony Hendra
- Ai Ai Mambo chantée par Peter Welch and the Komets, composé par Sylvain Van Holmen et Lou Depryck
- I Get Around chantée par The Beach Boys

Supression section vide